# オゾン化セシウム
オゾン化セシウム(Caesium ozonide)は、酸素の豊富なセシウムの化合物である。オゾン化物であり、オゾン化物陰イオン(O3-)を含む。オゾンと超酸化セシウムの反応により形成される。
{\displaystyle {\ce {CsO2 + O3 -> CsO3 + O2}}}
空気中で水と激しく反応し、水酸化セシウムを形成する。
{\displaystyle {\ce {2 CsO3 + H2O -> 2CsOH + 5/2O2}}}
70-100℃に加熱すると、急速に分解して、超酸化セシウムになる。実際は、この化合物は準安定であり、ゆっくりと超酸化セシウムに分解するが、-20℃で保存すると、数か月はそのまま保たれる。
約8℃以上では、結晶構造は塩化セシウム型であり、塩化物イオンの位置をオゾン化物が占める。より低い温度では、結晶構造は空間群P21/cのオゾン化ルビジウム型に変わる。